# Frederick Taylor
Frederick Winslow Taylor (Filadélfia, 20 de março de 1856 – Filadélfia, 21 de março de 1915) foi um engenheiro mecânico estadunidense. Era técnico em mecânica e operário, formou-se engenheiro mecânico estudando à noite. Escreveu o livro "Os Princípios da Administração Científica", publicado em 1911. É considerado "o pai" da Administração Científica, por propor a utilização de métodos científicos cartesianos na administração de empresas. Seu foco era a eficiência e a eficácia operacional na administração industrial e comercial.
Frederick Taylor acreditava que oferecendo instruções sistemáticas e adequadas aos trabalhadores, ou seja, treinando-os, haveria possibilidade de fazê-los produzir mais e com melhor qualidade. Frederick achava que todo e qualquer trabalho necessita, preliminarmente, de um estudo para que seja determinada uma metodologia própria visando sempre ao seu máximo desenvolvimento.
Em relação à produtividade e à participação dos recursos humanos, estabelecia a co-participação entre o capital e o trabalho, cujo resultado refletirá em menores custos, salários mais elevados e, principalmente, em aumentos de níveis de produtividade
Em relação ao autocontrole das atividades desenvolvidas e às normas procedimentais, Frederick introduziu o controle com o objetivo de que o trabalho seja executado de acordo com uma seqüência e um tempo pré-programados, de modo a não haver desperdício do tempo operacional.
Inseriu, também, a supervisão funcional, estabelecendo que todas as fases de um trabalho devem ser acompanhadas de modo a verificar se as operações estão sendo desenvolvidas em conformidades com as instruções programadas. Finalmente, apontou que estas instruções programadas devem, sistematicamente, ser transmitidas a todos os empregados.
Incluiu um sistema de pagamento por quantidade produzida ou vendida. Isso fazia com que os rendimentos dos funcionários aumentassem de acordo com seu esforço. Assim, Taylor conseguiu maximizar significativamente a eficiência da organização.

## Vida
Frederick Taylor vem de uma rica família quaker de Germantown descendente de Samuel Taylor, que estabeleceu-se em Burlington, New Jersey, em 1677. Franklin Taylor, pai de Frederick, foi advogado educado em Princeton, e construiu sua riqueza com hipotecas. A mãe, Annette Emily Taylor (née Winslow), foi uma ardente abolicionista colega de trabalho de Lucretia Mott. Educado inicialmente por sua mãe, Taylor estudou por dois anos na França e na Alemanha e viajou pela Europa por 18 meses. Em 1872, ele ingressou na Phillips Exeter Academy em Exeter, New Hampshire.
Após sua formatura, Taylor foi aceito na Harvard Law School. No entanto, devido a uma rápida deterioração de sua visão, Taylor teve que considerar uma carreira alternativa. Depois da depressão de 1873, Taylor tornou-se um aprendiz industrial, ganhando experiência no chão de fábrica em uma empresa de fabricação de bombas, a Enterprise Hydraulic Works, na Filadélfia. Carreira de Taylor progrediu em 1878 quando ele se tornou um trabalhador da loja de máquinas da Midvale Steel Company. Na Midvale, Taylor foi promovido a chefe de equipe, supervisor, diretor de pesquisa, e finalmente engenheiro-chefe. Em 1883, Taylor obteve o diploma de engenharia mecânica do Instituto de Tecnologia Stevens, onde estudou por correspondência. Em 3 de maio de 1884, casou-se com Louise M. Spooner, da Filadélfia.
De 1890 até 1893, Taylor trabalhou como gerente geral e um engenheiro consultor em gestão para a Investment Manufacturing Company, da Filadélfia, que operava grandes fábricas de papel no Maine e em Wisconsin. Ele passou um tempo como gerente de fábrica no Maine. Em 1893, Taylor abriu uma consultoria independente, na Filadélfia. Em seu cartão de visitas, lia-se "especialista em sistematizar gestão de trabalhos e minimizar custos de processos". Em 1898, Taylor entrou na Bethlehem Steel, onde desenvolveu o aço de alta velocidade, junto com Maunsel White e uma equipe de assistentes. Por seu processo de tratamento de ferramentas de aço de alta velocidade, ele recebeu uma medalha de ouro individual na Exposição de Paris em 1900, e foi condecorado com a medalha Elliot Cresson no mesmo ano pelo Instituto Franklin, da Filadélfia. Taylor teve de deixar a Bethlehem Steel em 1901, após algumas desavenças com os outros gerentes. Em 1901, Frederick Taylor e Louise adotaram os três órfãos Kempton, Robert e Elizabeth.
Em 19 de outubro de 1906, Taylor recebeu o grau honorífico de Doutor Honoris Causa em Ciências pela Universidade da Pensilvânia e, em seguida, lecionou na Tuck School of Business, no Dartmouth College. No fim do inverno de 1915, Taylor contraiu pneumonia e morreu em 21 de março de 1915, apenas um dia após seu aniversário de 59 anos. Foi enterrado em West Laurel Hill Cemetery, em Bala Cynwyd, na Pensilvânia.

## Obra
| “ | Frederick W. Taylor foi o primeiro homem na história a considerar o trabalho digno de estudo e observação sistemática. Na "administração científica" de Taylor, reside sobretudo, um enorme aumento da riqueza nos últimos 75 anos, fator que impulsionou as massas trabalhadoras nos países desenvolvidos muito acima de qualquer nível antes registrado, até para os mais prósperos. No entanto, Taylor, como um Isaac Newton (ou talvez um Arquimedes) da ciência do trabalho, deixou apenas as primeiras fundações. Pouco tem sido acrescentado a elas desde então - embora falecido há sessenta anos. | ” |

### Teoria de administração e a Relação com a ASME
Taylor foi presidente da Sociedade dos Engenheiros Mecânicos dos Estados Unidos (ASME) entre 1906 e 1907 e tentou implementar o seu sistema na gestão da ASME, mas recebeu muita resistência. Ele só conseguiu reorganizar o departamento de publicações e, mesmo assim, apenas parcialmente. Ele também substituiu o secretário de longa data da ASME, Morris L. Cooke, por Calvin W. Rice. Sua presidência foi marcada por problemas e pelo início de um período de divergências internas dentro da ASME durante a Era Progressista.
Em 1912, Taylor reuniu vários de seus artigos em um manuscrito com volume de livro e apresentou-o à ASME para publicação. A ASME formou uma comissão para revisar o texto. A comissão incluía aliados de Taylor, como James Mapes Dodge e Henry R. Towne. A comissão delegou a preparação do relatório para o editor do American Machinist, Leon P. Alford. Alford era um crítico do sistema de Taylor e seu relatório foi negativo. A comissão fez algumas leves modificações no relatório, mas aceitou a recomendação de Alford e recusou-se a publicar o livro de Taylor. Chateado, Taylor desistiu do livro mas publicou seus Princípios sem a aprovação da ASME.

### Patentes
Taylor registrou 42 patentes.

## Influências

### Estados Unidos

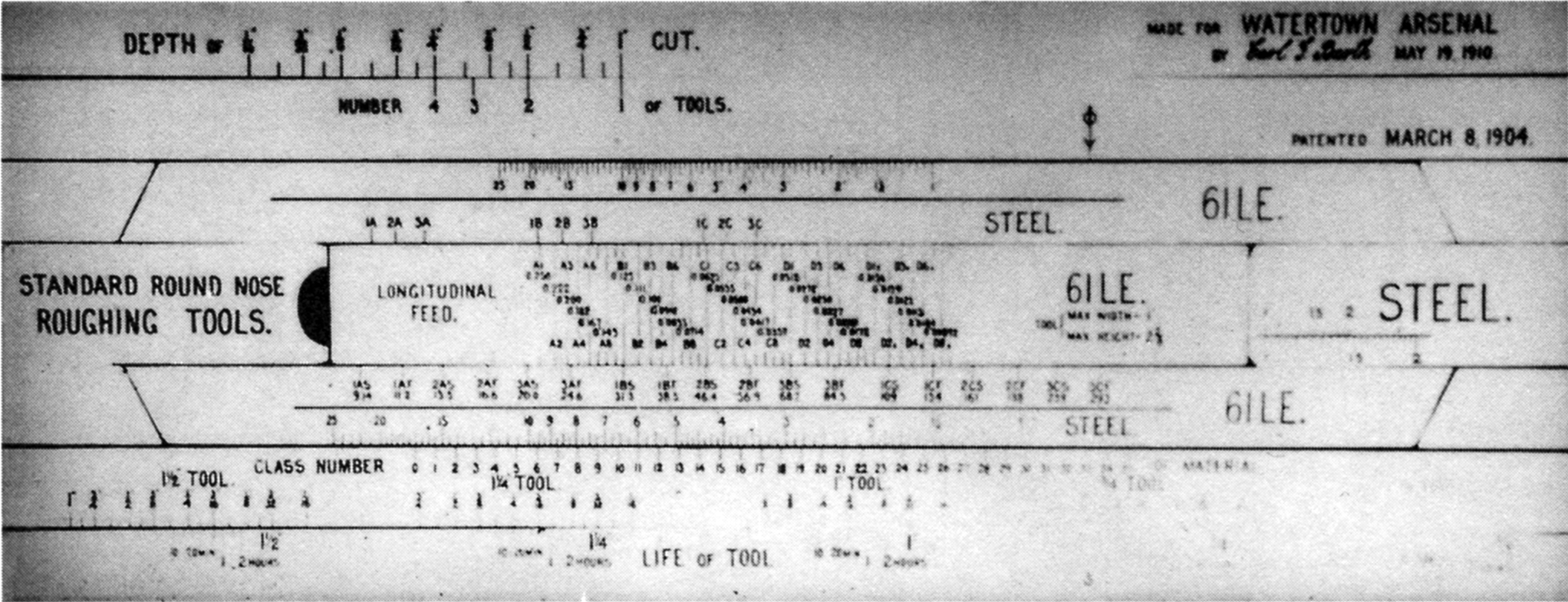
Uma das réguas de cálculo de Carl G. Barth.

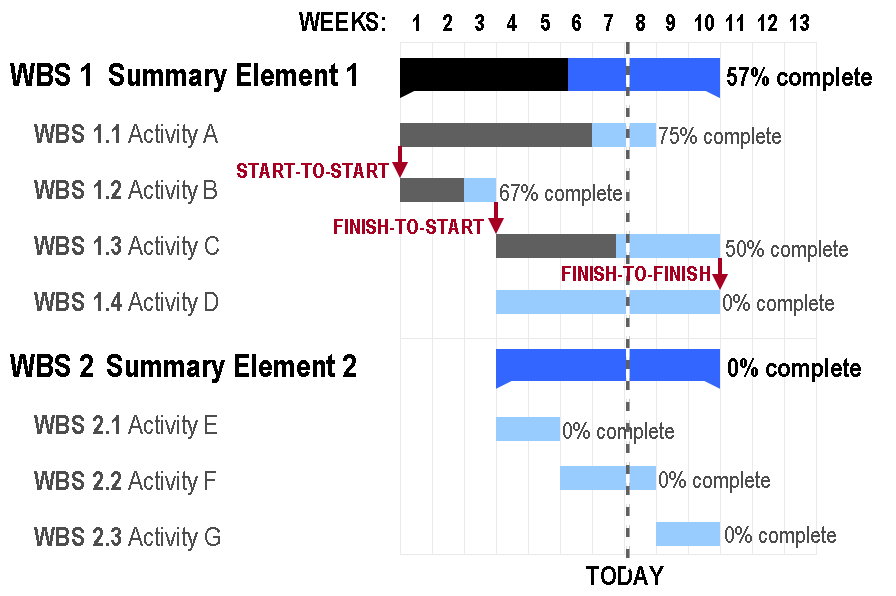
Um gráfico de Gantt.

1. Carl Georg Barth ajudou Taylor a desenvolver as réguas de cálculo de velocidade de corte até um nível de utilidade até então desconhecido. Ferramentas semelhantes ainda são utilizadas em oficinas mecânicas da atualidade. Barth iniciou-se como consultor de Administração Científica e, posteriormente, lecionou em Harvard.
2. Henry Gantt desenvolveu o gráfico de Gantt, uma ajuda visual para agendamento de tarefas e demonstração do fluxo de trabalho.
3. Harrington Emerson introduziu a Administração Científica na indústria ferroviária, e propôs a diferenciação entre funcionários da equipe e funcionários de linha, com os primeiros assessorando os de linha.
4. Morris Cooke adaptou a Administração Científica para organizações educacionais e municipais.
5. Hugo Munsterberg criou a psicologia industrial.
6. Lillian Gilbreth introduziu a psicologia nos estudos de administração.
7. Frank Gilbreth (marido de Lillian) descobriu a Administração Científica enquanto trabalhava na indústria da construção, e acabou por desenvolver estudos sobre o movimento independentes dos de Taylor. Logicamente, seus estudos complementaram os de Taylor sobre o tempo, uma vez que tempo e movimento são duas faces da mesma moeda da eficiência. As duas pesquisas formaram o Estudo de Tempos e Movimentos.
8. A Universidade de Harvard, uma das primeiras universidades nos Estados Unidos a oferecer um curso de pós-graduação em Administração, em 1908, desenvolveu seu currículo do curso baseando-se no Estudo de Tempos e Movimentos da Administração Científica de Taylor.
9. Harlow S. Person, reitor da Faculdade Dartmouth da Escola de Administração e Finanças Amos Tuck, promoveu o ensino do Estudo de Tempos e Movimentos da Administração Científica.
10. James Oscar McKinsey, professor de contabilidade da Universidade de Chicago e fundador da empresa de consultoria que leva seu nome, defendia o uso de orçamentos como um meio de assegurar a prestação de contas e a mensuração do desempenho.

### França
Na França, Le Chatelier traduziu o trabalho de Taylor e introduziu a Administração Científica em todas as fábricas estatais durante a Primeira Guerra Mundial. Isto influenciou o teórico francês Henri Fayol, cuja Administration Industrielle et Générale (1916) enfatizou a estrutura organizacional no estudo da Administração.  Ele sugere que Taylor tinha analistas de pessoal e consultores trabalhando com indivíduos dos níveis mais baixos da organização para identificar as formas de melhorar sua eficiência. De acordo com Fayol, essa abordagem resulta em uma "negação do princípio da unidade de comando". Fayol criticou a administração funcional de Taylor: em Shop Management, Taylor diz que «... a característica mais marcante da administração funcional reside no fato de que cada operário, ao invés de entrar em contato direto com a gestão por um único ponto,... recebe suas ordens e orientações diárias de oito chefes diferentes... estes oito são: (1) fiscais de percurso, (2) homens dos cartões de instrução, (3) fiscais de custo e tempo, (4) líderes de equipe, (5) fiscais de velocidade, (6) inspetores, (7) chefes de reparo e (8) disciplinadores.» Segundo Fayol, isto era uma situação impraticável, e Taylor deve ter restaurado a dicotomia, de alguma maneira não descrita em seus trabalhos.
| “ | A abordagem de Taylor é diferente do que temos delineado na medida em que ele analisa a empresa 'de baixo para cima'. Ele começa com as unidades mais elementares da atividade - as ações dos trabalhadores - em seguida, estuda os efeitos de suas ações sobre a produtividade, propõe novos métodos para torná-los mais eficientes, e aplica o que aprendeu nos níveis mais baixos da hierarquia ... | ” |

### Suíça
Na Suíça, o estadunidense Albert Edward Filene criou o Instituto Internacional de Administração para difundir o Estudo de Tempos e Movimentos da Administração Científica prevalecendo sobre outras técnicas de administração.

### URSS
Vladimir Lenin ficou muito impressionado com o taylorismo, que ele e Stalin procuraram incorporar à indústria soviética. O taylorismo e os métodos de produção em massa de Henry Ford muito influenciaram os primeiros anos da União Soviética. Apesar disso, "(...) os métodos de Frederick Taylor nunca realmente se enraizaram na União Soviética". A abordagem voluntarística do movimento stakhanovista na década de 1930 era absolutamente oposta à abordagem sistemática de Taylor, mas o sistema russo  mostrou-se contraprodutivo. As paradas no processo de produção que continuariam até a década de 1980, onde trabalhadores ficavam ociosos no início do mês e realizavam turnos ilegais de hora extra no fim, não tinha nada a ver com as fábricas taylorizadas, como por exemplo a Toyota, praticamente toda baseada nos Estudos de Tempos e Movimentos de Taylor, que se caracterizam por processos de gestão e produção contínua (heijunka), que são continuamente melhorados (kaizen).
"A abundância é de mão-de-obra, que permitia a Taylor escolher apenas 'homens de primeira classe', foi uma condição importante para o sucesso de seu sistema." A situação na União Soviética era muito diferente. "Como o trabalho não tem um ritmo regular, o gerente racional contrata mais trabalhadores do que ele precisaria caso os recursos fossem sempre os mesmos, e assim ele garante ter o suficiente para os períodos de maior volume. Com a escassez de trabalho contínuo, os administradores se dispõem a pagar mais do que são obrigados para os trabalhadores necessários, seja por intermédio de contratos falsos, atribuindo-lhes graus mais elevados do
e habilidade do que receberiam pelo próprio mérito, ou pagando-lhes por peça, ou convertendo os pagamentos por incentivo (prêmios pelo bom trabalho) em parte efetiva do salário normal. Como Mary McAuley sugeriu, sob estas circunstâncias, o pagamento por peça produzida não é um incentivo salarial, mas uma forma de justificar os trabalhadores dando-lhes o que eles 'deveriam' estar recebendo, não importa qual deveria ser o seu salário de acordo com as normas oficiais".
Taylor e suas teorias foram igualmente referenciados (e postos em prática) em 1921, no romance distópico We de Yevgeny Zamyatin.

### Críticas
O teórico Henry Mintzberg é altamente crítico em relação aos métodos de Taylor. Mintzberg afirma que a obsessão com a eficiência permite benefícios mensuráveis e quantificáveis que ofuscam completamente os benefícios sociais e sindicais menos tangíveis, e os valores sociais são deixados para trás.
Os métodos de Taylor também foram contestados por intelectuais socialistas. O argumento apresentado refere-se ao esgotamento progressivo dos trabalhadores no local de trabalho e à subsequente degradação do trabalho, movido pelo capital, que usa os métodos de Taylor para tornar o trabalho repetitivo, monótono e reduzindo ainda mais as habilidades dos trabalhadores.

## Realizações no tênis
Taylor foi ainda um proeminente jogador de tênis, tendo vencido, em 1881, o primeiro Aberto dos Estados Unidos, fazendo dupla com Clarence Clark no torneio em Newport Casino.

## Falecimento
Taylor faleceu na cidade onde nasceu, Filadélfia, em 21 de março de 1915. Seu falecimento foi decorrente de uma pneumonia.

## Publicações
Taylor publicou vários artigos e monografias curtas. Entre eles:
Livros
- 1903, 1911.  Taylor, Frederick Winslow (1911). Shop Management (With an introduction by Henry R. Towne). New York, London: Harper & Brothers[21]
- 1911. Taylor, Frederick Winslow (1919). The Principles of Scientific Management. [S.l.]: Harper & Brothers – via Internet Archive (Prelinger Library)   LCCN 11-10339; OCLC 233134.The Principles of Scientific Management. [S.l.: s.n.]  – via Project Gutenberg
- 1911. Taylor, Frederick Winslow; Thompson, Sanford Eleazer (1867–1949) (1907). A Treatise on Concrete, Plain and Reinforced: Materials, Construction, and Design of Concrete and Reinforced Concrete 1st ed. New York: John Wiley & Sons – via Internet Archive (University of Toronto)  OCLC 1722781.
- 1912. Taylor, Frederick Winslow; Thompson, Sanford Eleazer (1867–1949) (1912). Concrete Costs (1st ed.; 1st issue). [S.l.]: John Wiley & Sons – via Internet Archive (University of Wisconsin–Madison)   LCCN 12-10295; OCLC 2272138.

Artigos selecionados
- 1894. «Notes on Belting». American Society of Mechanical Engineers. Transactions. 15: 204–259. 1880  – via Internet Archive (University of Toronto)  OCLC 1052127574.
- 1896. «A Piece-Rate System». American Economic Association. Economic Studies. 1 (2): 89–129. 1896  – via Internet Archive (University of Michigan)  OCLC 1076000.
- 1903. «Shop Management». American Society of Mechanical Engineers. Transactions (No. 1003). 24: 1337–1480. 1880  – via Internet Archive (University of Toronto)  OCLC 6077365.
- 1906. «On the Art of Cutting Metals». American Society of Mechanical Engineers. Transactions (No. 1119). 28: 31–350. 1880  – via Internet Archive (University of Toronto)  OCLC 9057615.